# Gajári Ödön
Gajári Ödön (Komárom, 1852. szeptember 10. – Budapest, 1919. augusztus 9.) politikus, publicista.

## Élete
Bettelheim Antal, 1862-től Gajáry Antal negyvennyolcas honvédszázados fia volt. Jogi tanulmányai után 1873-tól Kalocsa városának főjegyzője volt, 1876-ban a Duna-védgát társulat titkára lett.
A dunapataji választókerület szabadelvű párti programmal 1884-ben és 1887-ben is országgyűlési képviselővé választotta. A parlamentben Tisza Kálmán szűkebb környezetéhez tartozott és harcias beszédeivel, amelyeknek nem egyszer párbajok jártak a nyomában, sokszor keltett feltűnést. A szabadelvű pártnak sajtóreferense és titkára volt, több ízben a delegáció tagjává is megválasztották. 1894-ben a sepsiszentgyörgyi kerület küldte a parlamentbe, ahol Wekerle Sándor és Bánffy Dezső báró miniszterelnöksége alatt is vezető szerepet játszott a szabadelvű pártban agilitásával és erélyes fellépésével.
Hírlapírással 1884-ben kezdett foglalkozni és főképpen a Nemzet-ben, a Pester Lloyd-ban és a Vasárnapi Ujságban fejtett ki publicisztikai tevékenységet. 1890 és 1899 között a Nemzet című napilap felelős szerkesztője volt. 1903-ban megalapította Az Újság című, Tisza István grófhoz nagyon közel álló politikai napilapot, amelynek haláláig főszerkesztője és vezércikkírója volt. 1915-ben a főrendiház tagjává nevezték ki.
Védett családi sírboltja a kalocsai városi temetőben található, ahova 1920-ban temették át a Kerepesi temető 40. parcellájából.

## Művei
- A takarékpénztárak egyesítése, Kalocsa, 1876
- A Duna-balparti vasútokról, H.n. 1877
- A pestmegyei sárközi Duna-védgát- és csatornázási társulat évi működése, Kalocsa, 1878–1890
- Kalocsa város szállásainak elválása, Kalocsa, 1884
- Gajári Ödön országgyűlési beszédei 1884–87. Kalocsa, 1887